# Bengel (Mosel)

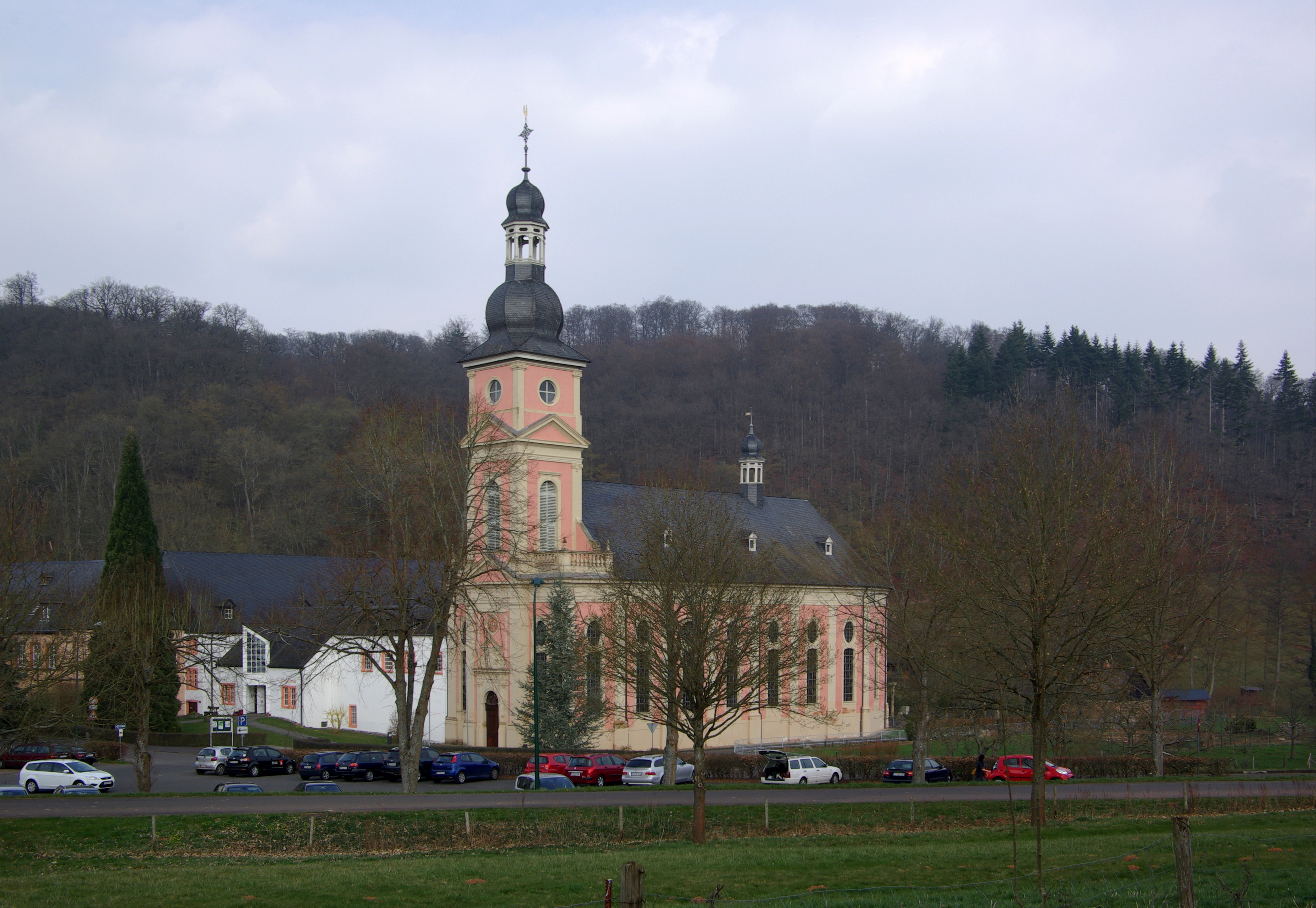
Kloster Springiersbach

Bengel ist eine Ortsgemeinde im Landkreis Bernkastel-Wittlich in Rheinland-Pfalz. Sie gehört der Verbandsgemeinde Traben-Trarbach an.

## Geographie
Die Ortsgemeinde liegt am Fuße der Eifel an der Alf nahe dem Moseltal, hat etwa 900 Einwohner und befindet sich im Feriengebiet Mittelmosel-Kondelwald. 77 Prozent der Gemarkungsfläche sind bewaldet. Zu Bengel gehören die Ortsteile Springiersbach und Neithof, sowie die Wohnplätze Forsthaus Kondel, Springiersbacher Hof und Mühle.

## Geschichte
Im heutigen Ortsteil Springiersbach wurde Anfang des 12. Jahrhunderts das Kloster Springiersbach gegründet. Bengel findet sich erstmals 1144 als Baingniul in einer Urkunde genannt, als König Konrad III. das Kloster Springiersbach in seinen Schutz nahm und dessen Rechte und Besitzungen bestätigte. In der Bestätigungsurkunde des Kaisers Friedrich I. (Barbarossa) aus dem Jahre 1193 erscheint die Namenform Bagnuel.
Bengel gehörte bis Ende des 18. Jahrhunderts zum Kröver Reich.
Mit der Besetzung des Linken Rheinufers durch französische Revolutionstruppen wurde der Ort 1794 französisch und gehörte von 1798 bis 1814 zum Saardepartement. 1802 wurden Kirche und Kloster in  Springiersbach säkularisiert. Um die 1769 neu errichtete Kirche in Springiersbach vor dem Abbruch zu retten, erhob sie der Trierer Bischof Charles Mannay zur Pfarrkirche von Bengel.
Aufgrund der Beschlüsse auf dem Wiener Kongress wurde 1815 das Rheinland und damit auch der Ort Bengel dem Königreich Preußen zugeordnet. Unter der preußischen Verwaltung wurde der Regierungsbezirk Trier in der Provinz Niederrhein und 1816 der Kreis Wittlich gebildet. Bengel wurde Sitz einer Bürgermeisterei, die auch die Gemeinden Hontheim, Kinderbeuern und Reil verwaltete.
Seit 1946 ist die Gemeinde Teil des damals neu gebildeten Landes Rheinland-Pfalz.

## Politik

### Gemeinderat
Der Gemeinderat in Bengel besteht aus zwölf Ratsmitgliedern, die bei der Kommunalwahl am 9. Juni 2024 in einer Mehrheitswahl gewählt wurden, und dem ehrenamtlichen Ortsbürgermeister als Vorsitzendem.

### Bürgermeister
Karl Josef Simon wurde am 4. Juli 2024 Ortsbürgermeister von Bengel. Bei der Direktwahl am 9. Juni 2024 war er als einziger Bewerber mit einem Stimmenanteil von 83,9 % für fünf Jahre gewählt worden.
Simons Vorgänger Bruno Kihm (SPD) hatte das Amt am 25. Juni 2019 übernommen. Bei der Direktwahl am 26. Mai 2019 war er mit einem Stimmenanteil von 88,95 % gewählt worden, bei der Wahl 2024 trat er nicht erneut an. Vor Bruno Khim hatte Walter Debald das Amt 25 Jahre ausgeübt, hatte 2019 aber nicht erneut kandidiert.

## Kultur und Sehenswürdigkeiten
Im Ortsteil Springiersbach steht das 1102 als Augustinerkloster gegründete Kloster Springiersbach, seit 1922 ein Konvent der Karmeliten mit einer Rokokokirche. Dort sind Deckengemälde und Schnitzarbeiten zu besichtigen. Das Kloster fiel 1940 einem Brand zum Opfer. Heute ist es restauriert und wiederhergestellt.
Siehe auch: Liste der Kulturdenkmäler in Bengel

## Wirtschaft und Infrastruktur
- Durch Bengel führt die Bundesstraße 49. Im Westen verläuft die Bundesautobahn 1.
- Der Ort verfügt über einen Haltepunkt der Moselstrecke.

## Persönlichkeiten
- Franz Peter Adams (1800–1868), Rechtsanwalt
- Heinrich Feiten (1835–1892), Weihbischof in Trier